# Canton de Maignelay-Montigny
Le canton de Maignelay-Montigny est une ancienne division administrative française située dans le département de l'Oise et la région Picardie.

## Géographie

Situation du canton dans l'arrondissement de Clermont

Ce canton a été organisé autour de Maignelay-Montigny dans l'arrondissement de Clermont. Son altitude varie de 57 m (Wacquemoulin) à 150 m (Coivrel) pour une altitude moyenne de 103 m.

## Représentation

### Conseillers d'arrondissement (de 1833 à 1940)
| Période                                  | Période | Identité                                | Étiquette                | Qualité |
| ---------------------------------------- | ------- | --------------------------------------- | ------------------------ | --- |
| 1833                                     | 1841    | Antoine Marie Gabriel Martial Dainval   |                          | Juge de paix à Maignelay, propriétaire au Frestoy                                                           |
| 1842                                     | 1848    | Auguste Triboulet (1794-1882)           |                          | Cultivateur, maire du Frestoy                                                                               |
|                                          |         |                                         |                          | |
| 1852                                     | 1871    | Émile Gaëtan Pillon-Gagnage (1824-1890) |                          | Cultivateur à Ferrières                                                                                     |
| 1871                                     | 1880    | Léon-Marie Duquesnel (1823-1896)        |                          | Avocat, propriétaire à Montigny, directeur du Journal de Clermont                                           |
| 1880                                     | 1892    | Armand Rendu                            | Républicain              | Archiviste du département de la Somme, propriétaire à Maignelay                                             |
| 1892                                     | 1903    | Paul Duquesnel                          | Républicain progressiste | Juge suppléant au Tribunal civil de la Seine, propriétaire à Montigny                                       |
| 1903                                     | 1907    | Ulysse Roussel                          |                          | Cultivateur à Léglantiers                                                                                   |
| 1907                                     |         | Joseph Narcisse Lefebvre (1855-1944)    |                          | Cultivateur, maire du Ployron                                                                               |
|                                          |         |                                         |                          | |
| 1931                                     | 1940    | Maxime Grévin                           | Radical                  | Entrepreneur de battage, maire du Ployron                                                                   |
| 1940                                     |         |                                         |                          | Les conseils d'arrondissement ont été suspendus par la loi du 12 octobre 1940 et n'ont jamais été réactivés |
| Les données manquantes sont à compléter. |         |                                         |                          | |

### Conseillers généraux de 1833 à 2015
| Période         | Période                  | Identité                            | Étiquette                | Qualité |
| --------------- | ------------------------ | ----------------------------------- | ------------------------ | --- |
| 1833            | 1833 (annulation)        | M. Chevalier                        |                          | Propriétaire |
| 1833            | 1841 (décès)             | Comte Alexandre de La Rochefoucauld |                          | Ancien officier, puis Préfet, puis Ambassadeur Député (1822-1823, 1828-1831), Pair de France (1815, 1831-1841)                            |
| 1841            | 1863 (décès)             | Antoine Dainval (1791-1863)         |                          | Ancien officier Juge de paix au Frétoy, conseiller d'arrondissement                                                                       |
| 1863            | 1868                     | Rémy Fournier                       |                          | Notaire - Maire de Maignelay (1852-1868)                                                                                                  |
| 1868            | 1892                     | Célestin Lagache                    | Républicain              | Directeur du service sténographique à l'Assemblée nationale Propriétaire à Courcelles-Epayelles                                           |
| 1892            | 1903 (démission)         | Armand Rendu                        | Rad.                     | Archiviste Propriétaire, maire de Maignelay (1892-1894), conseiller d'arrondissement Député (1898-1902)                                   |
| 1903            | 24 juillet 1910          | Paul Duquesnel                      | Républicain Progressiste | Avocat, magistrat, maire de Montigny (1896-1912), conseiller d'arrondissement Député (1902-1906)                                          |
| 24 juillet 1910 | 21 décembre 1919         | Rémy Rendu                          | Rad.                     | Notaire Conseiller municipal de Maignelay                                                                                                 |
| 21 mai 1922     | 1940                     | Jean-Marie Berthelot (1887-1963)    | SFIO                     | Instituteur à Maignelay |
|                 |                          |                                     |                          | |
| 1945            | 17 février 1963 (décès)  | Jean-Marie Berthelot                | SFIO                     | Instituteur Sénateur (1946-1948), Courcelles-Epayelles                                                                                    |
| 30 mars 1963    | 1964                     | Louis Debove                        | SE soutien UNR           | Entrepreneur Maire de Maignelay (1962-1971)                                                                                               |
| 1964            | 15 novembre 1985 (décès) | Marcel Ville                        | PSU puis PS              | Directeur d'école Maire de Maignelay-Montigny (1971-1985) Président du Conseil Général (1979-1985)                                        |
| 19 janvier 1986 | 2015                     | Patrice Fontaine                    | RPR puis UMP             | Conseil en communication puis attaché parlementaire Suppléant du député Olivier Dassault Elu en 2015 dans le Canton d'Estrées-Saint-Denis |

## Composition
Le canton de Maignelay-Montigny a groupé 20 communes et a compté 8 352 habitants (recensement de 1999 sans doubles comptes).
| Communes              | Population (2012) | Code postal | Code Insee |
| --------------------- | ----------------- | ----------- | ---------- |
| Coivrel               | 232               | 60420       | 60158      |
| Courcelles-Epayelles  | 141               | 60420       | 60168      |
| Crèvecœur-le-Petit    | 129               | 60420       | 60179      |
| Domfront              | 303               | 60420       | 60200      |
| Dompierre             | 231               | 60420       | 60201      |
| Ferrières             | 433               | 60420       | 60232      |
| Le Frestoy-Vaux       | 205               | 60420       | 60262      |
| Godenvillers          | 135               | 60420       | 60276      |
| Léglantiers           | 434               | 60420       | 60357      |
| Maignelay-Montigny    | 2 489             | 60420       | 60374      |
| Ménévillers           | 77                | 60420       | 60394      |
| Méry-la-Bataille      | 531               | 60420       | 60396      |
| Montgérain            | 177               | 60420       | 60416      |
| Le Ployron            | 113               | 60420       | 60503      |
| Royaucourt            | 192               | 60420       | 60556      |
| Sains-Morainvillers   | 247               | 60420       | 60564      |
| Saint-Martin-aux-Bois | 282               | 60420       | 60585      |
| Tricot                | 1 467             | 60420       | 60643      |
| Wacquemoulin          | 312               | 60420       | 60698      |
| Welles-Pérennes       | 222               | 60420       | 60702      |

## Démographie
| 1962  | 1968  | 1975  | 1982  | 1990  | 1999  | 2009 |
| ----- | ----- | ----- | ----- | ----- | ----- | ---- |
| 5 907 | 6 372 | 6 605 | 7 001 | 7 617 | 8 352 | -    |